# Elena Sedina

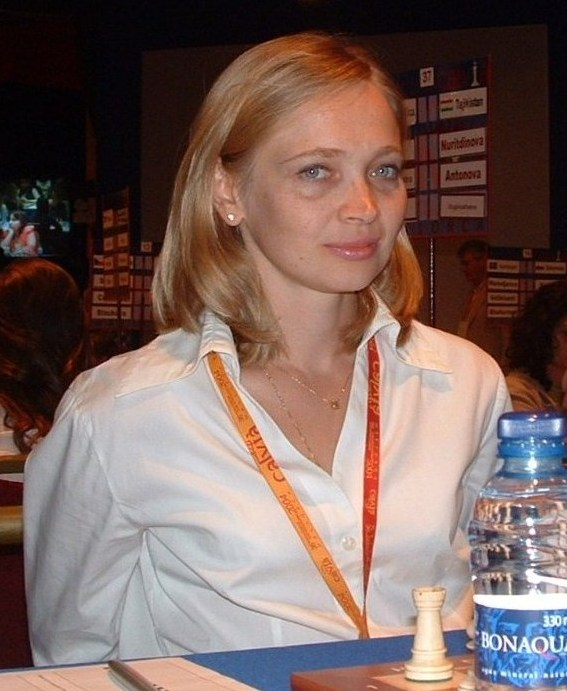
Elena Sedina, 2004

Elena Sedina (Russisch: Елена Седина; Oekraïens: Оле́на Се́діна, Olena Sedina) (Kiev, 1 juni 1968) is een Italiaanse schaakster van Oekraïense herkomst, met FIDE-rating 2291 in 2018. Zij is sinds 1999 Internationaal Meester (IM) en sinds 1996 damesgrootmeester (WGM).
Ze was bestuurslid van de Professional Chess Association (PCA).
In februari 2015 stond ze, na Olga Zimina en Marina Brunello, derde op de Italiaanse Elo-ranglijst voor vrouwen. In april 2003 behoorde ze met Elo-rating 2434 tot de beste 25 vrouwen ter wereld.
Ze won bij de vrouwen het schaakkampioenschap van Oekraïne, ze won het Open schaakkampioenschap van Australië, en ze won gouden medailles bij de Schaakolympiade en bij de Mitropa Cup.
Sedina studeerde in 1990 af in de economie aan de Universiteit van Kiev. Ze behaalde in 1994 een doctorstitel (PhD) in methodes voor schaaktraining aan het Kiev Instituut voor lichamelijke cultuur en sport.

## Individuele resultaten
Sedina leerde op 7-jarige leeftijd schaken en werd toen ze 11 was kampioen van Kiev bij de vrouwen. Ze werd getraind door onder andere de Oekraïens-Israëlische grootmeester Arthur Kogan. Ze werd kampioen van Oekraïne in de categorie meisjes tot 14 jaar.
In 1984 won ze op 16-jarige leeftijd in Chernihiv het kampioenschap van de Sovjet-Unie in de categorie meisjes tot 18 jaar.
Het schaakkampioenschap van Oekraïne voor vrouwen won ze in 1988 en in 1990.
In 1990 werd ze Internationaal Meester bij de vrouwen (WIM), in 1996 damesgrootmeester (WGM) en in 1999 Internationaal Meester (IM). In 1995 verhuisde ze naar Italië, in april 2001 sloot ze zich aan bij de Italiaanse schaakfederatie.
Sedina nam diverse keren deel aan het Wereldkampioenschap schaken voor vrouwen; in 2001 werd ze in ronde 2 uitgeschakeld door voormalig wereldkampioene Maia Tsjiboerdanidze, in 2004 werd ze in ronde 1 uitgeschakeld door Elina Danielian. In 2006 werd ze met 7.5 pt. uit 11 gedeeld derde in het 7e Europese Schaakkampioenschap in Kuşadası (Turkije). Hiermee kwalificeerde ze zich voor het Wereldkampioenschap schaken voor vrouwen in 2008 in Nalchik, Rusland. Daar won ze van Irina Krush en Nguyen Thi Than An, alvorens in ronde 3 in de rapid-playoffs zelf te worden uitgeschakeld door de uiteindelijk als tweede eindigende Hou Yifan.
Bij het Zwitserse open kampioenschap voor vrouwen in 2000 eindigde ze tweede, ze won het kampioenschap in 2001, in Scuol. Eveneens in 2001 won ze het Open toernooi van San Martino di Castrozza.
In 2004 werd ze gedeeld eerste in het Genoa Centurini Open.
Van 17 t/m 29 juli 2005 speelde zij mee in het Biel grootmeestertoernooi en eindigde daar met 3.5 punt op de vijfde plaats. Almira Skripchenko werd eerste met 6.5 punt.
In januari 2005 won ze in Mount Buller (Victoria) met 8.5 pt. uit 9 als eerste vrouw ooit het Australische Open Schaakkampioenschap.
In 2007 won ze de bronzen medaille in het 5e Mediterraanse Schaakkampioenschap in Sousse, Tunesië en in 2008/2009 de zilveren medaille in het 6e Mediterraanse Schaakkampioenschap in Antalya, Turkije.

## Resultaten in schaakteams
Evenals Jana Krivec behaalde ze 7 punten uit 7 in de Sloveense teamkampioenschappen voor vrouwen van 1997. Bij het Zwitserse kampioenschap voor teams in 1999 was ze topscorer met 8 punten uit 9.
Vier keer vertegenwoordigde Sedina Oekraïne in een Schaakolympiade voor vrouwen: van 1994 tot 2000. Van 2004 to 2012 kwam ze zes keer uit aan bord 1 voor Italië. Haar beste resultaat, 10.5 pt. uit 12, behaalde ze op haar eerste Schaakolympiade in 1994 in Moskou; ze won daar de gouden medaille aan het eerste reservebord, en de zilveren medaille voor de rating van haar eindresultaat. In 1996 won ze op de 32e Schaakolympiade in Yerevan aan bord 3 de bronzen medaille voor haar score 9.5 pt. uit 13.
In 2001, 2003, 2009, 2011, 2013 en 2015 nam Sedina met Italië deel aan de Europese schaakkampioenschappen voor landenteams bij de vrouwen.
Aan de Mitropa Cup nam Elena Sedina in 2002 en 2003 deel in de open speelklasse. Tussen 2008 en 2015 vertegenwoordigde ze Italië acht keer in de Mitropa Cup voor vrouwen. Ze won daarbij twee individuele gouden medailles (in Olbia 2008 en Merlimont 2011), vier gouden medailles met haar team (in 2008, 2010, 2011 en 2014), een zilveren team-medaille (in 2015) en drie bronzen team-medailles (in 2009, 2012 en 2013).

## Schaakverenigingen
In de Duitse bondscompetitie was Elena Sedina in 2001/02 aangemeld voor SG Heiligenhaus, maar werd niet ingezet. In 2002/03 speelde ze voor USV Halle en sinds 2003/04 speelt ze voor OSG Baden-Baden, waarmee ze in 2004, 2005, 2008, 2009, 2011, 2012, 2013, 2015 en 2016 het kampioenschap van Duitsland bij de vrouwen won. In de Zwitserse competitie (A en B) speelde ze voor Mendrisio en werd daarmee in 2007 kampioen van Zwitserland. Met Wood Green 1 won ze de Britse Four Nations Chess League in 2005 en in 2006. Ook speelde ze in de Franse (voor Clichy-Echecs-92) en in de Italiaanse eerste klasse.
In de open klasse van de European Club Cup speelde Sedina in 2008 met Mendrisio. In de vrouwenafdeling van de European Club Cup speelde ze van 1998 tot 2001 met de Sloveense vereniging ŠK Nova Gorica en in 2011 met de Italiaanse vereniging ASD CS R.Fischer Chieti.

## Externe koppelingen
- (en)   Informatie over schaakpartijen van Elena Sedina op ChessGames.com
- (en)   Informatie over schaakpartijen van Elena Sedina op 365chess.com
- (en)  FIDE-ratinggegevens voor Elena Sedina